# Mario Almondo
Mario Almondo (Turim, 17 de setembro de 1964) é um engenheiro italiano.

## Carreira
Nascido em Turim, Almondo estudou engenharia e gestão industrial no Politécnico de Milão. Após breves períodos como professor na universidade local, serviço militar como inquilino nos Carabinieri e uma breve experiência como diretor comercial da SIRA, ele ingressou na Ferrari em 1991 como engenheiro. Depois de trabalhar nas divisões de carros de corrida e de carros da Ferrari, ele foi promovido a diretor industrial da Fórmula 1 em 1995.
Após a decisão de Ross Brawn de deixar a Ferrari em outubro de 2006, Almondo assumiu seu papel de diretor técnico. Em 12 de novembro de 2007 ele foi nomeado diretor de operações da Ferrari Gestione Sportiva (F1). Sob sua liderança, a Ferrari venceu o Campeonato de Construtores e o Campeonato de Pilotos de Fórmula 1 com Kimi Räikkönen. Ele é o último diretor técnico italiano e mais jovem a vencer os dois campeonatos de Fórmula 1 pela Ferrari (pilotos e construtores). Em abril de 2009 ele foi nomeado vice-presidente sênior de qualidade da Ferrari SpA e em outubro de 2011 como diretor industrial de operações vice-presidente sênior da Ferrari SpA. Em fevereiro de 2013 ele deixou a Scuderia Ferrari para encontrar novos desafios, mas de acordo com rumores, foi pela incompatibilidade com uma figura principal da equipe de liderança.
Em janeiro de 2015, Mario Almondo juntou-se à Brembo SpA — um reconhecido líder mundial e inovador no campo da tecnologia de freio a disco automotivo. De janeiro de 2015 a abril de 2017. Almondo foi encarregado de maximizar os negócios da Brembo na China e novos clientes, entre outras missões. Em abril de 2017, Mario Almondo retornou à Brembo SpA como gerente geral da divisão de performance.